# McDonnell Douglas KC-10 Extender
McDonnell Douglas KC-10 Extender je ameriško trimotorno reaktivno letalo za prečrpavanje goriva v zraku. Zasnovan je na osnovi na potniškega letala McDonnell Douglas DC-10. Uporabljajo ga Ameriške letalske sile (60 letal) in Kraljeve nizozemske letalske sile (2 letali). Lahko se uporablja tudi kot transportno letalo.
Uporabljal se je v bombardiranju Libije leta 1986, v Zalivski vojni leta 1990/91, v Afganistanu leta 2001 in Iraku leta 2003. KC-10 naj bi ostal v uporabi do leta 2043.
KC-10 so razvili, ker je USAF potrebovala tanker z večjo kapaciteto kot KC-135. 19. decembra 1977 je bil KC-10 izbran na razpisu; naročili so sprva 12 letal in potem povečali naročilo na 60.
USAF uporablja tudi manjše štirimotorne KC-135, v prihodnosti se bo pridružil dvomotorni Boeing KC-46 Pegasus, ki je zasnovan na osnovi potniškega letala Boeing 767.
KC-10 ima 88% podobnost s DC-10-30CF, glavne spremembne so odstranitev oken, teleskopska cev McDonnell Douglas Advanced Aerial Refueling Boom (AARB) in dodatni rezervoarji za gorivo v prostoru za prtljago.Kapaiteta goriva je 161478 kg, skoraj dvakrat več kot KC-135. KC-10 lahko prenese tovor 75 vojakov in 66.225 kg tovora ali pa 77.110 kg tovora v povsem tovorni konfiguraciji.

## Tehnične specifikacije (KC-10A)
Podatki iz USAF Fact sheet,
Splošne karakteristike
- Posadka: 4 (pilot, kopilot, inženir leta in operater teleskopske cevi
- Dolžina: 181 ft 7 in (55,35 m)
- Razpon kril: 165 ft 4,5 in (50,41 m)
- Višina: 58 ft 1 in (17,70 m)
- Površina kril: 3958 ft² (367,71 m²)
- Teža praznega letala: 241027 lb (109328 kg)
- Naložena teža: 593000 lb (268980 kg)
- Maks. vzletna teža: 590000 lb (267620 kg)
- Pogon letala: 3 × F103/General Electric CF6-50C2 turbofan, 52500 funtov (236 kN) vsak
- Maks. kapaciteta goriva: 356000 lb (161480 kg)

 Zmogljivost 
- Maks. hitrost: 538 vozlov/0,89 Mach (619 mph, 996 km/h)
- Doseg: 4400 mi (7080 km)
- Največji doseg: 11500 mi (18507 km)
- Višina leta: 42000 ft (12800 m)
- Hitrost vzpenjanja: 6870 ft/min (2094 m/min, 34,9 m/s)